# Tân Hà (phường)
Tân Hà là một phường thuộc thành phố Tuyên Quang, tỉnh Tuyên Quang, Việt Nam.

## Địa lý
Phường Tân Hà có vị trí địa lý:
- Phía đông giáp phường Minh Xuân và phường Phan Thiết
- Phía tây giáp huyện Yên Sơn
- Phía nam giáp phường Ỷ La
- Phía bắc giáp xã Tràng Đà và huyện Yên Sơn với ranh giới là sông Lô.

Phường Tân Hà có diện tích 4,83 km², dân số năm 2022 là 12.219 người, mật độ dân số đạt 2.529 người/km².

## Hành chính
Phường Tân Hà được chia thành 17 tổ dân phố: 1, 2, 3, 4, 5, 6, 7, 8, 9, 10, 11, 12, 13, 14, 15, 16, 17.

## Lịch sử
Ngày 3 tháng 9 năm 2008, Chính phủ ban hành Nghị định số 99/2008/NĐ-CP về việc thành lập phường Tân Hà thuộc thị xã Tuyên Quang trên cơ sở điều chỉnh 524 ha diện tích tự nhiên và 8.525 nhân khẩu của xã Ỷ La.
Ngày 2 tháng 7 năm 2010, Chính phủ ban hành Nghị quyết số 27/NQ-CP về việc thành lập thành phố Tuyên Quang thuộc tỉnh Tuyên Quang. Phường Tân Hà trực thuộc thành phố Tuyên Quang.
Tính đến ngày 31 tháng 12 năm 2010, phường Tân Hà có 28 tổ dân phố: 1, 2, 3, 4, 5, 6, 7, 8, 9, 10, 11, 12, 13, 14, 15, 16, 17, 18, 19, 20, 21, 22, 23, 24, 25, 26, 27, 28.
Ngày 19 tháng 3 năm 2019, HĐND tỉnh Tuyên Quang ban hành Nghị quyết số 02/NQ-HĐND về việc: 
- Sáp nhập tổ dân phố 2	vào tổ dân phố 1.
- Thành lập tổ dân phố 2 trên cơ sở tổ dân phố 3 và tổ dân phố 4.
- Thành lập tổ dân phố 3 trên cơ sở tổ dân phố 5.
- Thành lập tổ dân phố 4 trên cơ sở tổ dân phố 7.
- Thành lập tổ dân phố 5 trên cơ sở tổ dân phố 7 và tổ dân phố 8.
- Thành lập tổ dân phố 6 trên cơ sở tổ dân phố 9 và tổ dân phố 10.
- Thành lập tổ dân phố 7 trên cơ sở tổ dân phố 11 và tổ dân phố 12.
- Thành lập tổ dân phố 8 trên cơ sở tổ dân phố 12.
- Thành lập tổ dân phố 9 trên cơ sở tổ dân phố 13.
- Thành lập tổ dân phố 10 trên cơ sở tổ dân phố 16.
- Thành lập tổ dân phố 11 trên cơ sở tổ dân phố 17 và tổ dân phố 18.
- Thành lập tổ dân phố 12 trên cơ sở tổ dân phố 19 và tổ dân phố 20.
- Thành lập tổ dân phố 13 trên cơ sở tổ dân phố .
- Thành lập tổ dân phố 14 trên cơ sở tổ dân phố 21 và tổ dân phố 23.
- Thành lập tổ dân phố 15 trên cơ sở tổ dân phố 22 và tổ dân phố 24.
- Thành lập tổ dân phố 16 trên cơ sở tổ dân phố 25 và tổ dân phố 26.
- Thành lập tổ dân phố 17 trên cơ sở tổ dân phố 27 và tổ dân phố 28.

Phường Tân Hà có 17 tổ dân phố: 1, 2, 3, 4, 5, 6, 7, 8, 9, 10, 11, 12, 13, 14, 15, 16, 17.